# Anhang (Jahresabschluss)
Der Anhang (englisch notes) ist im Rechnungswesen ein Pflichtbestandteil des Jahresabschlusses bestimmter Rechtsformen und enthält zusätzliche Informationen, die ergänzend zu den einzelnen Bilanzpositionen der Bilanz und der Gewinn- und Verlustrechnung (GuV) vorgeschrieben sind.

## Allgemeines
Sein Zweck ist eine den tatsächlichen Verhältnissen entsprechende Erläuterung der Vermögens-, Finanz- und Ertragslage des Unternehmens, insbesondere durch ergänzende quantitative und qualitative Informationen, die in den Unternehmensdaten der Bilanz und der GuV nicht enthalten sind. Damit kommt dem Anhang eine große Bedeutung für die Erfüllung der Informationsfunktion des Jahresabschlusses zu.

## Inhalt
Kapitalgesellschaften (Aktiengesellschaft, Kommanditgesellschaft auf Aktien, GmbH, Europäische Gesellschaft – und darunter insbesondere kapitalmarktorientierte Kapitalgesellschaften) müssen nach § 264 Abs. 1 HGB ihren Jahresabschluss um einen Anhang erweitern, was gemäß § 297 Abs. 1 HGB auch für den Konzernabschluss („Konzernanhang“), für  Genossenschaften (§ 336 Abs. 1 HGB) und für publizitätspflichtige Rechtsformen gilt.
Welche Angaben im Anhang gemacht werden müssen, ergibt sich im Detail aus den § 284 Abs. 2 HGB und § 285 HGB:
| Rechtsgrundlage   | Pflichtangaben |
| ----------------- | --- |
| § 284 Abs. 2 HGB  | |
|                   | Bilanzierungs- und Bewertungsmethoden |
|                   | Abweichungen von Bilanzierungs- und Bewertungsmethoden |
|                   | erhebliche Unterschiede durch Anwendung von § 240 Abs. 4 HGB, § 256 Satz 1 HGB                                                                                     |
|                   | Einbeziehung von Fremdkapitalzinsen in die Herstellungskosten |
| § 285 HGB         | |
|                   | Verbindlichkeiten mit Restlaufzeiten von über fünf Jahren |
|                   | für Verbindlichkeiten gestellte Kreditsicherheiten |
|                   | Aufgliederung der Umsatzerlöse |
|                   | durchschnittliche Mitarbeiterzahl |
|                   | bei Umsatzkostenverfahren: Materialkosten und Personalkosten |
|                   | Bezüge von Organmitgliedern, Organkredite |
|                   | Namen aller Vorstandsmitglieder und Mitglieder des Aufsichtsrats                                                                                                   |
|                   | erheblicher Umfang von sonstigen Rückstellungen |
|                   | Name und Geschäftssitz der Muttergesellschaft |
|                   | Bestand an Genussscheinen, Genussrechten, Wandelschuldverschreibungen, Optionsscheinen, Optionen, Besserungsscheinen oder vergleichbaren Wertpapieren oder Rechten |
|                   | Honorare Abschlussprüfer |
|                   | Hedge Accounting nach § 285 Nr. 18–20 und 23 HGB |
|                   | Geschäfte zu nicht marktüblichen Bedingungen |
|                   | aktivierte Forschungs- und Entwicklungskosten |
|                   | Pensionsrückstellungen: angewandte versicherungsmathematische Berechnungsverfahren                                                                                 |
|                   | Eventualverbindlichkeiten: Einschätzung des Risikos der Inanspruchnahme                                                                                            |
|                   | Aktivierung selbst geschaffener immaterieller Vermögensgegenstände des Anlagevermögens: Gesamtbetrag                                                               |
|                   | Latente Steuern: Grund und Bewertung |
|                   | Ertrag und Aufwand von außergewöhnlicher Größenordnung oder Bedeutung                                                                                              |
|                   | Wertaufhellung, Wertbegründung |
|                   | Gewinnverwendung |
| § 160 Abs. 1 AktG | |
|                   | eigene Aktien |
|                   | genehmigtes Kapital |
|                   | Angaben zu Bezugsrechten |

Diese Angaben lassen sich zu den folgenden drei Punkten zusammenfassen:
- Allgemeine Grundsätze der Bilanzierung, Bewertung und Währungsumrechnung:

Die im Jahresabschluss angewandten Bilanzierungsgrundsätze der Bilanzierung und Bewertung einzelner Bilanzposten werden im Anhang dargestellt und erläutert. Haben sich die Methoden im Vergleich zu den Vorjahren geändert, sind die Abweichungen und ihr Einfluss auf die Vermögens-, Finanz- und Ertragslage darzustellen. Für Forderungen und Verbindlichkeiten in Fremdwährung sind die Umrechnungskurse anzugeben.
- Erläuternde, ergänzende und korrigierende Informationen zur Bilanz und zur Gewinn- und Verlustrechnung:

Posten, die in der Bilanz aus Gründen der Bilanzklarheit zusammengefasst wurden, müssen im Anhang aufgeschlüsselt werden. Das betrifft insbesondere das Anlagevermögen. Wert und Entwicklung der einzelnen Anlagegüter werden im Anlagespiegel erläutert. Auch die gewählte Art der Abschreibung wird im Anhang beschrieben. Bestimmte Rechtsformen müssen ihr Eigenkapital in einer Eigenkapitalveränderungsrechnung aufgliedern. Die in der Gewinn- und Verlustrechnung summierten Umsatzerlöse sind nach Tätigkeitsbereichen und geographischen Märkten aufzugliedern, bei Anwendung des Umsatzkostenverfahrens müssen Material- und Personalkosten gesondert angegeben werden.
Für zahlreiche Pflichtangaben des Jahresabschlusses bestehen Aktivierungswahlrechte. Aus Gründen der Klarheit und Übersichtlichkeit kann es sinnvoll sein, Posten in der Bilanz und GuV wegzulassen und in den Anhang aufzunehmen. Ergänzende Angaben sind ferner Informationen zu Sachverhalten, die nicht bilanziert werden müssen, die aber zur realistischen Beurteilung der Lage notwendig sind, zum Beispiel zukünftige, bereits feststehende finanzielle Verpflichtungen.
Korrigierende Angaben können notwendig sein, um ein zu günstiges oder ein zu ungünstiges Bild aufzuhellen. Beispiele dafür sind einmalige, außergewöhnliche Ergebnisse durch den Verkauf von Standorten oder langfristige Aufträge, die im laufenden Geschäftsjahr zum Ausweis von Verlusten führen. Auch die Auswirkung steuerlicher Vorschriften, also die Abweichung von Steuer- und Handelsbilanz, wird im Anhang erläutert. Auch schwebende Geschäfte sind im Anhang zu erläutern, wenn sonst kein den tatsächlichen Verhältnissen entsprechendes Bild einer Kapitalgesellschaft durch Bilanz und GuV vermittelt wird (vgl. § 264 Abs. 1 Satz 1 HGB). Durch § 285 Nr. 3 u. 3a werden explizit einige Erläuterungen zu schwebenden Geschäften im Anhang verlangt.
- Sonstige Angaben:

Der Anhang enthält schließlich die Namen aller Mitglieder der Geschäftsführung und des Aufsichtsrates und Angaben über ihre sämtlichen Bezüge und Bezugsrechte sowie die Anzahl der beschäftigten Arbeitnehmer.
Der Anhang unterliegt der Jahresabschlussprüfung (§ 316 HGB) mit Ausnahme für kleine Kapitalgesellschaften. Er bildet mit Bilanz und GuV eine Einheit.

## Funktionen
Der Anhang erfüllt drei Funktionen:
- Interpretationsfunktion: Es werden einzelne erklärungsbedürftige Positionen der Bilanz und der GuV näher erläutert.
- Ergänzungsfunktion: Er gewährt zusätzliche Informationen, die sich nicht unmittelbar aus einer Position der Bilanz und der GuV ableiten lassen.
- Entlastungsfunktion: Bilanz und der GuV bleiben übersichtlich, weil weitere Informationen in den Anhang verlagert werden.

Diese Funktionen sollen den Einblick in die tatsächlichen Verhältnisse der Vermögens-, Finanz- und Ertragslage verbessern.

## International
In Österreich müssen gemäß § 238 UGB mittelgroße und große Gesellschaften detaillierte Angaben wie in Deutschland machen. Das gilt gemäß § 239 UGB auch für Angaben über Organe und Arbeitnehmer. Nach § 240 UGB müssen große Gesellschaften genauere Angaben über die Umsatzerlöse machen. Große und mittelgroße Aktiengesellschaften haben zudem die in § 241 UGB vorgesehenen Angaben zu veröffentlichen.
In der Schweiz stellt der Anhang nach Art. 958 Abs. 2 OR einen Bestandteil der Jahresrechnung (Einzelabschluss) dar und ist somit grundsätzlich von allen zur Rechnungslegung verpflichteten Unternehmen nebst Bilanz und Erfolgsrechnung zu erstellen. Zweifel an der Fortführung des Unternehmens sind gemäß Art. 958a OR im Anhang zu vermerken. Wechselkurse sind im Anhang offenzulegen (Art. 958d OR). Die Hauptnorm ist mit Detailangaben für den Anhang in Art. 959c OR enthalten. Einzelunternehmen und Personengesellschaften können gemäß Art. 959c Abs. 3 OR auf die Erstellung des Anhangs verzichten, wenn sie nicht zur Rechnungslegung nach den Vorschriften für größere Unternehmen verpflichtet sind. Werden in den Vorschriften zur Mindestgliederung von Bilanz und Erfolgsrechnung zusätzliche Angaben gefordert und wird auf die Erstellung eines Anhangs verzichtet, so sind diese Angaben direkt in der Bilanz oder in der Erfolgsrechnung auszuweisen.
Eine Analogie zum deutschen Handelsrecht ist nach IFRS bei den englisch notes unmittelbar gegeben, es fehlt jedoch an einer gesetzlichen Kodifizierung. Sie orientieren sich an den US GAAP und den Vorschriften der United States Securities and Exchange Commission (SEC) sowie an den Rechnungslegungsstandards des IFRS (englisch fair representation, materiality). Die Angaben der „notes“ sind weitaus umfangreicher als in Deutschland, Österreich oder der Schweiz.  Gemäß International Accounting Standard 1 enthalten die notes
- Die accounting policies: Darunter sind Informationen zu den Erstellungsgrundlagen des Jahresabschlusses und die spezifischen Bilanzierungs- und Bewertungsgrundsätze zu verstehen;
- alle Informationen, die für den Abschluss verlangt werden, aber nicht bereits an anderer Stelle vorhanden sind;
- alle Informationen, die nicht gefordert, aber für eine realistische Darstellung der Unternehmenslage (englisch fair presentation) unerlässlich sind.

Eine Korrekturfunktion haben die notes im Gegensatz zum HGB-Anhang nicht, da der IFRS-Abschluss keine den tatsächlichen Verhältnissen widersprechenden Angaben enthalten darf. Formale Anforderungen dürfen also nicht zu einer Verschleierung der realistischen Darstellung der Unternehmenslage führen. Im Zweifel ist hier nach dem Grundsatz der wirtschaftlichen Betrachtungsweise (englisch substance over form) eine Abweichung von der Einzelvorschrift geboten.